# Josep Maria Gisbert i Ortiga
Josep Maria Gisbert i Ortiga (Barcelona, 7 de febrer de 1945) fou un tennista català de la dècada de 1960.

## Trajectòria
El seu germà Joan Gisbert i Ortiga també fou tennista. Fou campió de Catalunya individual l'any 1969. L'any 1969 també formà part de l'equip espanyol de Copa Davis. Fou campió d'Espanya de dobles els anys 1966, 1968, 1969 i 1975.